# Lindera pipericarpa
Lindera pipericarpa är en lagerväxtart som först beskrevs av Carl Daniel Friedrich Meisner, och fick sitt nu gällande namn av Jacob Gijsbert Boerlage. Lindera pipericarpa ingår i släktet Lindera och familjen lagerväxter. Inga underarter finns listade i Catalogue of Life.